# アクティビジョン・ブリザード
- マイクロソフト > アクティビジョン・ブリザード
- Xbox > Xbox Game Studios > アクティビジョン・ブリザード

アクティビジョン・ブリザード（英: Activision Blizzard, Inc.）は、アメリカ合衆国のカリフォルニア州サンタモニカにあるゲームソフトウェア開発会社。マイクロソフトの子会社。

## 概要
2008年7月10日、アクティビジョンとヴィヴェンディ・ゲームズが合併して設立。新会社名にはヴィヴェンディの傘下であるブリザード・エンターテイメントのブランドを採用。当時、合併によってエレクトロニック・アーツを抜いてゲームソフト業界首位になった。
2011年、フィギュア連動ゲーム『スカイランダーズシリーズ』の展開を始め、2014年までに売上20億ドルを越える成功を収める。
2013年7月25日、アクティビジョン・ブリザードは親会社のヴィヴェンディから4億2900万株を58.3億ドルで買い受けて独立。2013年の売上高は45億8300万ドルでゲームソフトの分野では世界第3位になった。NASDAQ上場時の株主には中国オンラインサービス最大手の騰訊控股（テンセント）があった。
2015年11月、キング・デジタル・エンターテインメントを約59億ドル（約7120億円）で買収。
2021年以降、ハラスメント、待遇等の問題が噴出。具体的にはDFEH(カリフォルニア州公民権局)が2017年に発生したアクティビジョンの女性幹部へのセクハラ疑惑、自殺などが原因で訴訟を2021年ごろから提起されたことに由来する。
2022年1月18日、マイクロソフトが687億ドル（当時は約7.87兆、買収完了時は約10兆）でアクティビジョン・ブリザードを買収することに合意したと発表。
2023年10月13日、イギリス競争・市場庁が承認し、マイクロソフトの子会社となった。買収完了にともないボビー・コティックCEOは2023年12月29日に辞任した。

### マイクロソフトによる買収
日付は全て日本時間。
2022年
- 1月18日、マイクロソフトがアクティビジョン・ブリザードを買収すると発表。
- 12月8日、アメリカ連邦取引委員会（FTC）はマイクロソフトがゼニマックス・メディアの買収に際してEU規制当局に虚偽の申告をしたとして買収差し止めの訴訟を起こす[11]。
  - 同日、反トラスト法を専門に取り扱う調査報道機関MLexがEU規制当局に問い合わせたところ事実無根との回答を受ける[12]。
- 同日、アメリカ通信労働者組合（CWA）がマイクロソフトによるアクティビジョン・ブリザードの買収の支持を宣言、FTCを非難する声明を発表[13]。
- 12月9日、アメリカ労働者組合連合会および産業団体会議（AFL-CIO）がマイクロソフトによるアクティビジョン・ブリザードの買収の支持を宣言[14]。

2023年
- 3月28日、日本で承認[15]。
- 4月26日、イギリス競争・市場庁（CMA）、マイクロソフトのアクティビジョン・ブリザード買収を阻止するとの最終報告書を発表[16]。
- 5月15日、欧州委員会で承認[17]。
- 5月22日、中国で承認[18]。
- 6月12日、FTCが買収手続きの差し止めの仮処分を申請[19]。
- 7月12日
  - FTCの仮処分申請を棄却（FTC敗訴）[20]。
    - TRO（一時的接近禁止命令）は5日から3日間（日本時間15日16時59分まで）に短縮。

  - マイクロソフト副会長ブラッド・スミスはCMAが判決を受け譲歩を見せたので交渉のため英競争審判所への不服申立を一時中断を発表[21]。
- 7月13日
  - FTCは棄却を不服として控訴裁判所へ控訴[22]。
- 7月14日、トルコで承認。
- 7月15日
  - アメリカ第9巡回区控訴裁判所はFTCの控訴を棄却[23]。
  - 日本時間16時59分をもってTRO（一時的接近禁止命令）が終了しアメリカで事実上承認。
  - カナダで最終報告が出なかったため事実上承認。
- 7月16日
  - マイクロソフトのフィル・スペンサーはソニーとCall of Dutyシリーズのみをプレイステーションに10年間提供する契約を交わしたと発表[24]。
    - SIEのジム・ライアンだけでなく、吉田憲一郎会長も介入して契約を交わしたことがロイターの報道により判明[25]。
    - 任天堂、Steam、他社クラウドサービスはアクティビジョン・ブリザードの全てのIPを一律10年間提供を受けるという契約を交わしている。
- 7月19日、買収完了期限を3ヶ月後の2023年10月18日（米国時間）まで延長。
- 8月7日、ニュージーランドで承認
- 8月22日
  - MSとABKはユービーアイソフトにアクティビジョン・ブリザードのIPのクラウド配信権を譲渡。
- 10月13日
  - イギリスで承認[26]。
  - 買収完了にともない子会社も含めアクティビジョン・ブリザード傘下の企業全てがマイクロソフト傘下となる[10]。なお、買収完了後もFTCは買収阻止のため裁判を続けていた。

2024年
- 6月6日　米FTCは買収完了後も続けていた差止訴訟を取り下げ。これをもってアメリカも正式に承認。

2025年
- 5月8日　FTCが控訴を取り下げ、すべての裁判が終了する。これによりマイクロソフトはアクティビジョン以外の会社の買収に再び関わることが可能になる[27]。

## 日本での沿革
- 2015年10月5日、日本法人「アクティビジョン株式会社」の法人番号が指定された。
- 2017年10月4日、社名をActivision Blizzard Japan株式会社に変更。
- 2018年2月13日、本社を東京都渋谷区南平台町16番28号グラスシティ渋谷6階に移転。
- 2019年5月21日、本社を東京都渋谷区恵比寿4丁目24番5号恵比寿パークテラスに移転。

## 代表作

### アクティビジョンの代表作
アクティビジョンとヴィヴェンディ・ゲームズの時代も含む。
- ピットフォールシリーズ
- 上海
- クラッシュ・バンディクーシリーズ
- スパイロ・ザ・ドラゴンシリーズ
- True Crime
- コール オブ デューティシリーズ
- 紅忍 血河の舞
- ギターヒーローシリーズ
- レゴ スター・ウォーズ コンプリート サーガ
- フラクチャー
- スター・ウォーズ フォース アンリーシュド
- スカイランダーズシリーズ
- Destiny
- SEKIRO: SHADOWS DIE TWICE

### ブリザードの代表作
- ウォークラフトシリーズ
- ディアブロシリーズ
- スタークラフトシリーズ
- ハースストーン
- World of Warcraftシリーズ
- オーバーウォッチシリーズ

## ハラスメント問題
2021年、女性従業員への性的ハラスメントや待遇の不平等が明るみになり、訴訟に発展した。